# Luvvie Ajayi
Ifeoluwa Adenike Damilola Ajayi được biết đến với tên gọi chuyên nghiệp là Luvvie Ajayi (sinh ngày 05 tháng 01 năm 1985 ), là một nhà văn, diễn giả và là chuyên gia chiến lược về kỹ thuật số người Nigeria. Cuốn sách đầu tiên của cô, với chủ đề Tôi đang đánh giá bạn: Hướng dẫn làm tốt hơn, là cuốn sách bán chạy nhất của New York Times . 

## Thời Niên thiếu
Lovette Ajayi sinh ra ở Nigeria; sau đó cô chuyển đến Chicago cùng gia đình khi cô chín tuổi. Cô theo học tại trường trung học Whitney M. Young Magnet ở Chicago, sau đó là Đại học Illinois tại Urbana-Champaign, học ngành tâm lý học.

## Nghề nghiệp
Ajayi bắt đầu sự nghiệp của mình trong lĩnh vực tiếp thị và chiến lược kỹ thuật số, và bắt đầu viết blog vào năm 2003. Trang web của mình AwesomelyLuvvie.com tích lũy được sau đây, đặc biệt đối với recaps của truyền hình Ajayi cho thấy như Scandal, về sự chú ý của Scandal showrunner Shonda Rhimes. Năm 2016, Thời báo New York đã báo cáo rằng Ajayi có một lượng khán giả khoảng 500.000 giữa nguồn cấp dữ liệu Twitter cá nhân của cô và trang web Awesomely Luvvie.
Ajayi đã xuất bản cuốn sách đầu tiên của mình, với chủ đề Tôi đang đánh giá bạn: Hướng dẫn làm tốt hơn, với Henry Holt &amp; Co vào tháng 09 năm 2016; nó xuất hiện ở vị trí thứ năm trong danh sách bán chạy nhất của Thời báo New York. Ajayi cho biết nguồn cảm hứng cho cuốn sách xuất hiện sau khi cô quen biết một nhà báo đã đạo văn một số đoạn văn bản của cô và khi đối mặt, anh nói rằng anh ta không biết mình nên tin vào công việc của mình hay không. Do đó, một "vấn đề đạo đức -được quan tâm trở lại một mức độ cao hơn của hành vi cho bản thân và những người khác - đã trở thành ý tưởng trọng tâm của cuốn sách Ajayi," trong Các Root mô tả như cơn bão quan tâm của dư luận, nhưng "bộ sưu tập các bài tiểu luận dí dỏm là ít về chỉ ngón tay và nhiều hơn về việc xây dựng một bản thân và xã hội tích cực, lành mạnh. "  Tờ Chicago Tribune gọi cuốn sách là "roi thông minh, không có tù nhân vui nhộn". Shonda Rhimes và Betsy Beers đã mua lại Tôi đang phán xét bạn để chuyển thể thành một bộ phim hài cáp thông qua công ty của họ Shondaland và ABC Signature.
Năm 2016, Ajayi là nhà văn đầu tiên được mời phát biểu tại một sự kiện của Bảo tàng Lịch sử và Văn hóa Quốc gia Châu Phi và sự kiện của cô đã được bán hết vé, với sự chú ý cao từ châu lục này.
Năm 2018, Ajayi đã phát hành hai podcast, với chủ đề: "Rants and Randomness with Luvvie Ajayi"  và "Jesus and Jollof", được Yvonne Orji đồng ý xuất bản.